# アカデミー主演男優賞
アカデミー主演男優賞（アカデミーしゅえんだんゆうしょう、Academy Award for Best Actor）は、アカデミー賞の部門のひとつ。

## 概要
最年少受賞者はエイドリアン・ブロディの29歳、最年少候補者はジャッキー・クーパーの9歳。最年長受賞者、最年長候補者は、アンソニー・ホプキンスの83歳。
最多受賞者は3回受賞のダニエル・デイ＝ルイス。2回受賞経験者はスペンサー・トレイシー、フレドリック・マーチ、ゲイリー・クーパー、ダスティン・ホフマン、トム・ハンクス、ジャック・ニコルソン（助演男優賞も1回受賞している）、ショーン・ペン、アンソニー・ホプキンス、エイドリアン・ブロディの9人。なお、マーロン・ブランドも2度受賞したが、2度目の受賞を拒否している。最多候補者はスペンサー・トレイシー、ローレンス・オリヴィエの9回。
死後に受賞したのはピーター・フィンチが唯一。ほか、ジェームズ・ディーン、スペンサー・トレイシー、マッシモ・トロイージ、チャドウィック・ボーズマンが死後にノミネートされ、うち2回死後にノミネートされたのはディーンのみである。
非白人（黒人）で初めて受賞したのはシドニー・ポワチエであり、英語以外の演技で受賞したのはロベルト・ベニーニである。

## 統計
| 最高記録                 | 主演男優                                      | 主演男優 | 助演男優                                                                        | 助演男優 | 合算                                                             | 合算 |
| ------------------------ | --------------------------------------------- | -------- | ------------------------------------------------------------------------------- | -------- | ---------------------------------------------------------------- | ---- |
| 最多受賞者               | ダニエル・デイ＝ルイス                        | 3回      | ウォルター・ブレナン                                                            | 3回      | ダニエル・デイ＝ルイス ウォルター・ブレナン ジャック・ニコルソン | 3回  |
| 最多候補者               | スペンサー・トレイシー ローレンス・オリヴィエ | 9回      | ジャック・ニコルソン クロード・レインズ アーサー・ケネディ ウォルター・ブレナン | 4回      | ジャック・ニコルソン                                             | 12回 |
| 受賞経験無しの最多候補者 | ピーター・オトゥール                          | 8回      | クロード・レインズ アーサー・ケネディ                                           | 4回      | ピーター・オトゥール                                             | 8回  |
| 複数の候補者を持つ作品   | 『戦艦バウンティ号の叛乱』                    | 3人      | 『波止場』 『ゴッドファーザー』 『ゴッドファーザー PART II』                    | 3人      | 『波止場』 『ゴッドファーザー』 『ゴッドファーザー PART II』     | 4人  |
| 最年長受賞者             | アンソニー・ホプキンス                        | 83歳     | クリストファー・プラマー                                                        | 82歳     | アンソニー・ホプキンス                                           | 83歳 |
| 最年長候補者             | アンソニー・ホプキンス                        | 83歳     | クリストファー・プラマー                                                        | 88歳     | クリストファー・プラマー                                         | 88歳 |
| 最年少受賞者             | エイドリアン・ブロディ                        | 29歳     | ティモシー・ハットン                                                            | 20歳     | ティモシー・ハットン                                             | 20歳 |
| 最年少候補者             | ジャッキー・クーパー                          | 9歳      | ジャスティン・ヘンリー                                                          | 8歳      | ジャスティン・ヘンリー                                           | 8歳  |

## 受賞及び候補者一覧

### 1920年代
| 年                       | 男優名         | 作品名                          | 役名 |
| ------------------------ | -------------- | ------------------------------- | ---- |
| 1927/28年 （第1回）      |                |                                 |      |
| エミール・ヤニングス     | 最後の命令     | セルギウス・アレキサンダー大公  |      |
| エミール・ヤニングス     | 肉体の道       | オーガスト・シリング            |      |
| リチャード・バーセルメス | 獄中日記       | ニッキー・エルキンズ            |      |
| リチャード・バーセルメス | 熱血拳闘手     | パテント・レザー・キッド        |      |
| 1928/29年 （第2回）      |                |                                 |      |
| ワーナー・バクスター     | 懐しのアリゾナ | シスコ・キッド                  |      |
| ジョージ・バンクロフト   | サンダーボルト | サンダーボルト・ジム・ラング    |      |
| チェスター・モリス       | アリバイ       | チック・ウィリアムズ（No.1065） |      |
| ポール・ムニ             | The Valiant    | ジェームズ・ダイク              |      |
| ルイス・ストーン         | The Patriot    | パーレン伯爵                    |      |

### 1930年代
| 年                               | 男優名                 | 作品名                           | 役名 |
| -------------------------------- | ---------------------- | -------------------------------- | ---- |
| 1929/30年 （第3回）              |                        |                                  |      |
| ジョージ・アーリス               | ディズレーリ           | ベンジャミン・ディズレーリ       |      |
| ジョージ・アーリス               | 緑の女神               | シャールクのラジャ               |      |
| ウォーレス・ビアリー             | ビッグ・ハウス         | "マシンガン"・ブッチ・シュミット |      |
| モーリス・シュヴァリエ           | チゥインガム行進曲     | ピエール・ミランデ               |      |
| モーリス・シュヴァリエ           | ラヴ・パレード         | アルフレッド・ルナール伯爵       |      |
| ロナルド・コールマン             | ブルドッグ・ドラモンド | ヒュー・"ブルドッグ"・ドラモンド |      |
| ロナルド・コールマン             | 曳かれゆく男           | マイケル                         |      |
| ローレンス・ティベット           | 悪漢の唄               | イェガー                         |      |
| 1930/31年 （第4回）              |                        |                                  |      |
| ライオネル・バリモア             | 自由の魂               | スティーヴン・アッシュ           |      |
| アドルフ・マンジュー             | 犯罪都市               | ウォルター・バーンズ             |      |
| ジャッキー・クーパー             | スキピイ               | スキピイ・スキナー               |      |
| リチャード・ディックス           | シマロン               | ヤンシー・クラヴァント           |      |
| フレドリック・マーチ             | 名門芸術               | トニー・キャベンディッシュ       |      |
| 1931/32年 （第5回）              |                        |                                  |      |
| ウォーレス・ビアリー（同時受賞） | チャンプ               | アンディ・"チャンプ"・パーセル   |      |
| フレドリック・マーチ（同時受賞） | ジキル博士とハイド氏   | ヘンリー・ジキル博士 ハイド氏    |      |
| アルフレッド・ラント             | 近衛兵                 | 俳優                             |      |
| 1932/33年 （第6回）              |                        |                                  |      |
| チャールズ・ロートン             | ヘンリー八世の私生活   | イングランド王ヘンリー8世        |      |
| レスリー・ハワード               | Berkeley Square        | ピーター・スタンディッシュ       |      |
| ポール・ムニ                     | 仮面の米国             | ジェームズ・アレン               |      |
| 1934年 （第7回）                 |                        |                                  |      |
| クラーク・ゲーブル               | 或る夜の出来事         | ピーター・ウォーン               |      |
| フランク・モーガン               | The Affairs of Cellini | フィレンツェ公爵アレッサンドロ   |      |
| ウィリアム・パウエル             | 影なき男               | ニック・チャールズ               |      |
| 1935年 （第8回）                 |                        |                                  |      |
| ヴィクター・マクラグレン         | 男の敵                 | ガイポ・ノーラン                 |      |
| クラーク・ゲーブル               | 戦艦バウンティ号の叛乱 | フレッチャー・クリスチャン       |      |
| チャールズ・ロートン             | 戦艦バウンティ号の叛乱 | ウィリアム・ブライ               |      |
| ポール・ムニ                     | Black Fury             | ジョー・ラデク                   |      |
| フランチョット・トーン           | 戦艦バウンティ号の叛乱 | ピーター・ヘイウッド             |      |
| 1936年 （第9回）                 |                        |                                  |      |
| ポール・ムニ                     | 科学者の道             | ルイ・パスツール                 |      |
| ゲイリー・クーパー               | オペラハット           | ロングフェロー・ディーズ         |      |
| ウォルター・ヒューストン         | 孔雀夫人               | サム・ダズワース                 |      |
| ウィリアム・パウエル             | 襤褸と宝石             | ゴドフリー・パーク               |      |
| スペンサー・トレイシー           | 桑港                   | ティム・マリン神父               |      |
| 1937年 （第10回）                |                        |                                  |      |
| スペンサー・トレイシー           | 我は海の子             | マヌエル                         |      |
| シャルル・ボワイエ               | 征服                   | ナポレオン・ボナパルト           |      |
| フレドリック・マーチ             | スタア誕生             | ノーマン・メイン                 |      |
| ロバート・モンゴメリー           | 夜は必ず来る           | ダニー                           |      |
| ポール・ムニ                     | ゾラの生涯             | エミール・ゾラ                   |      |
| 1938年 （第11回）                |                        |                                  |      |
| スペンサー・トレイシー           | 少年の町               | フラナガン神父                   |      |
| シャルル・ボワイエ               | カスバの恋             | ペペ・ル・モコ                   |      |
| ジェームズ・キャグニー           | 汚れた顔の天使         | ロッキー・サリバン               |      |
| ロバート・ドーナット             | 城砦                   | アンドリュー・マンソン           |      |
| レスリー・ハワード               | ピグマリオン           | ヘンリー・ヒギンズ教授           |      |
| 1939年 （第12回）                |                        |                                  |      |
| ロバート・ドーナット             | チップス先生さようなら | アーサー・チッピング             |      |
| クラーク・ゲーブル               | 風と共に去りぬ         | レット・バトラー                 |      |
| ローレンス・オリヴィエ           | 嵐が丘                 | ヒースクリフ                     |      |
| ミッキー・ルーニー               | 青春一座               | ミッキー・モラン                 |      |
| ジェームズ・ステュアート         | スミス都へ行く         | ジェファソン・スミス             |      |

### 1940年代
| 年                         | 男優名                           | 作品名                                              | 役名 |
| -------------------------- | -------------------------------- | --------------------------------------------------- | ---- |
| 1940年 （第13回）          |                                  |                                                     |      |
| ジェームズ・ステュアート   | フィラデルフィア物語             | マコーレー・コナー                                  |      |
| チャールズ・チャップリン   | 独裁者                           | トメニアの独裁者アデノイド・ヒンケル ユダヤ人の床屋 |      |
| ヘンリー・フォンダ         | 怒りの葡萄                       | トム・ジョード                                      |      |
| レイモンド・マッセイ       | エイブ・リンカーン               | エイブラハム・リンカーン                            |      |
| ローレンス・オリヴィエ     | レベッカ                         | "マクシム"・ド・ウィンター                          |      |
| 1941年 （第14回）          |                                  |                                                     |      |
| ゲイリー・クーパー         | ヨーク軍曹                       | アルヴィン・ヨーク                                  |      |
| ケーリー・グラント         | 愛のアルバム                     | ロジャー・アダムス                                  |      |
| ウォルター・ヒューストン   | 悪魔の金                         | スクラッチ氏                                        |      |
| ロバート・モンゴメリー     | 幽霊紐育を歩く                   | ジョー・ペンドルトン                                |      |
| オーソン・ウェルズ         | 市民ケーン                       | チャールズ・フォスター・ケーン                      |      |
| 1942年 （第15回）          |                                  |                                                     |      |
| ジェームズ・キャグニー     | ヤンキー・ドゥードゥル・ダンディ | ジョージ・M・コーハン                               |      |
| ロナルド・コールマン       | 心の旅路                         | チャールズ・レイニア                                |      |
| ゲイリー・クーパー         | 打撃王                           | ルー・ゲーリッグ                                    |      |
| ウォルター・ピジョン       | ミニヴァー夫人                   | クレム・ミニヴァー                                  |      |
| モンティ・ウーリー         | The Pied Piper                   | ハワード                                            |      |
| 1943年 （第16回）          |                                  |                                                     |      |
| ポール・ルーカス           | ラインの監視                     | クルト・ミュラー                                    |      |
| ハンフリー・ボガート       | カサブランカ                     | リック・ブレイン                                    |      |
| ゲイリー・クーパー         | 誰が為に鐘は鳴る                 | ロバート・ジョーダン                                |      |
| ウォルター・ピジョン       | キュリー夫人                     | ピエール・キュリー                                  |      |
| ミッキー・ルーニー         | 町の人気者                       | ホーマー・マコーレ                                  |      |
| 1944年 （第17回）          |                                  |                                                     |      |
| ビング・クロスビー         | 我が道を往く                     | チャック・オマリー神父                              |      |
| シャルル・ボワイエ         | ガス燈                           | グレゴリー・アントン                                |      |
| バリー・フィッツジェラルド | 我が道を往く                     | フィッツギボン神父                                  |      |
| ケーリー・グラント         | None but the Lonely Heart        | アーニー・モット                                    |      |
| アレクサンダー・ノックス   | ウィルソン                       | ウッドロウ・ウィルソン                              |      |
| 1945年 （第18回）          |                                  |                                                     |      |
| レイ・ミランド             | 失われた週末                     | ドン・バーナム                                      |      |
| ビング・クロスビー         | 聖メリーの鐘                     | 神父チャック・オマリー                              |      |
| ジーン・ケリー             | 錨を上げて                       | ジョセフ・ブレディ                                  |      |
| グレゴリー・ペック         | 王国の鍵                         | フランシス神父                                      |      |
| コーネル・ワイルド         | 楽聖ショパン                     | フレデリック・ショパン                              |      |
| 1946年 （第19回）          |                                  |                                                     |      |
| フレドリック・マーチ       | 我等の生涯の最良の年             | アル・ステファンソン                                |      |
| ローレンス・オリヴィエ     | ヘンリィ五世                     | イングランド王ヘンリー5世                           |      |
| ラリー・パークス           | ジョルスン物語                   | アル・ジョルソン                                    |      |
| グレゴリー・ペック         | 子鹿物語                         | エズラ・"ペニー"・バクスター                        |      |
| ジェームズ・ステュアート   | 素晴らしき哉、人生!              | ジョージ・ベイリー                                  |      |
| 1947年 （第20回）          |                                  |                                                     |      |
| ロナルド・コールマン       | 二重生活                         | アンソニー・ジョン                                  |      |
| ジョン・ガーフィールド     | ボディ・アンド・ソウル           | チャーリー・デイヴィス                              |      |
| グレゴリー・ペック         | 紳士協定                         | フィリップ・スカイラー・グリーン                    |      |
| ウィリアム・パウエル       | ライフ・ウィズ・ファーザー       | クラレンス・デイ・シニア                            |      |
| マイケル・レッドグレイヴ   | Mourning Becomes Electra         | オリン・マノン                                      |      |
| 1948年 （第21回）          |                                  |                                                     |      |
| ローレンス・オリヴィエ     | ハムレット                       | デンマーク王子ハムレット                            |      |
| リュー・エアーズ           | ジョニー・ベリンダ               | ロバート・リチャードソン                            |      |
| モンゴメリー・クリフト     | 山河遥かなり                     | ラルフ・"スティーヴ"・スティーヴンスン              |      |
| ダン・デイリー             | When My Baby Smiles at Me        | "スキッド"・ジョンソン                              |      |
| クリフトン・ウェッブ       | 愉快な家族                       | リン・ベルヴェデーレ                                |      |
| 1949年 （第22回）          |                                  |                                                     |      |
| ブロデリック・クロフォード | オール・ザ・キングスメン         | ウィリー・スターク                                  |      |
| カーク・ダグラス           | チャンピオン                     | マイケル・"ミッジ"・ケリー                          |      |
| グレゴリー・ペック         | 頭上の敵機                       | サベージ将軍                                        |      |
| リチャード・トッド         | 命ある限り                       | ラクラン・"ラチー"・マクラクラン伍長                |      |
| ジョン・ウェイン           | 硫黄島の砂                       | ジョン・M・ストライカー軍曹                         |      |

### 1950年代
| 年                                       | 男優名                     | 作品名                                                                | 役名 |
| ---------------------------------------- | -------------------------- | --------------------------------------------------------------------- | ---- |
| 1950年 （第23回）                        |                            |                                                                       |      |
| ホセ・フェラー                           | シラノ・ド・ベルジュラック | シラノ・ド・ベルジュラック                                            |      |
| ルイス・カルハーン                       | The Magnificent Yankee     | オリバー・ウェンデル・ホームズ                                        |      |
| ウィリアム・ホールデン                   | サンセット大通り           | ジョー・ギリス                                                        |      |
| ジェームズ・ステュアート                 | ハーヴェイ                 | エルウッド・P・ダウド                                                 |      |
| スペンサー・トレイシー                   | 花嫁の父                   | スタンリー・T・バンクス                                               |      |
| 1951年 （第24回）                        |                            |                                                                       |      |
| ハンフリー・ボガート                     | アフリカの女王             | チャーリー・オルナット                                                |      |
| マーロン・ブランド                       | 欲望という名の電車         | スタンリー・コワルスキー                                              |      |
| モンゴメリー・クリフト                   | 陽のあたる場所             | ジョージ・イーストマン                                                |      |
| アーサー・ケネディ                       | Bright Victory             | ラリー・ネヴィンズ                                                    |      |
| フレドリック・マーチ                     | セールスマンの死           | ウイリー・ローマン                                                    |      |
| 1952年 （第25回）                        |                            |                                                                       |      |
| ゲイリー・クーパー                       | 真昼の決闘                 | マーシャル・ウィル・ケイン                                            |      |
| マーロン・ブランド                       | 革命児サパタ               | エミリアーノ・サパタ                                                  |      |
| カーク・ダグラス                         | 悪人と美女                 | ジョナサン・シールズ                                                  |      |
| ホセ・フェラー                           | 赤い風車                   | アンリ・ド・トゥールーズ＝ロートレック トゥールーズ＝ロートレック伯爵 |      |
| アレック・ギネス                         | ラベンダー・ヒル・モブ     | ヘンリー・ホランド                                                    |      |
| 1953年 （第26回）                        |                            |                                                                       |      |
| ウィリアム・ホールデン                   | 第十七捕虜収容所           | J・J・セフトン軍曹                                                    |      |
| マーロン・ブランド                       | ジュリアス・シーザー       | マルクス・アントニウス                                                |      |
| リチャード・バートン                     | 聖衣                       | マーセラス・ガリオ                                                    |      |
| モンゴメリー・クリフト                   | 地上より永遠に             | ロバート・E・リー・"プルー"・プルーイット兵卒                         |      |
| バート・ランカスター                     | 地上より永遠に             | ミルトン・ウォーデン曹長                                              |      |
| 1954年 （第27回）                        |                            |                                                                       |      |
| マーロン・ブランド                       | 波止場                     | テリー・マロイ                                                        |      |
| ハンフリー・ボガート                     | ケイン号の叛乱             | フィリップ・フランシス・クイーグ中佐                                  |      |
| ビング・クロスビー                       | 喝采                       | フランク・エルジン                                                    |      |
| ジェームズ・メイソン                     | スタア誕生                 | ノーマン・メイン                                                      |      |
| ダン・オハーリー                         | ロビンソン漂流記           | ロビンソン・クルーソー                                                |      |
| 1955年 （第28回）                        |                            |                                                                       |      |
| アーネスト・ボーグナイン                 | マーティ                   | マーティ・ピレッティ                                                  |      |
| ジェームズ・キャグニー                   | 情欲の悪魔                 | マーティン・スナイダー                                                |      |
| ジェームズ・ディーン（死後のノミネート） | エデンの東                 | キャル・トラスク                                                      |      |
| フランク・シナトラ                       | 黄金の腕                   | フランキー・マシーン                                                  |      |
| スペンサー・トレイシー                   | 日本人の勲章               | ジョン・J・マクリーディ                                               |      |
| 1956年 （第29回）                        |                            |                                                                       |      |
| ユル・ブリンナー                         | 王様と私                   | ラーマ4世                                                             |      |
| ジェームズ・ディーン（死後のノミネート） | ジャイアンツ               | ジェット・リンク                                                      |      |
| カーク・ダグラス                         | 炎の人ゴッホ               | フィンセント・ファン・ゴッホ                                          |      |
| ロック・ハドソン                         | ジャイアンツ               | ジョーダン・"ビック"・ベネディクト・Jr                                |      |
| ローレンス・オリヴィエ                   | リチャード三世             | イングランド王リチャード3世                                           |      |
| 1957年 （第30回）                        |                            |                                                                       |      |
| アレック・ギネス                         | 戦場にかける橋             | ニコルソン大佐                                                        |      |
| マーロン・ブランド                       | サヨナラ                   | ロイド・"エース"・グルーバー少佐                                      |      |
| アンソニー・フランシオサ                 | 夜を逃れて                 | ポロ・ポップ                                                          |      |
| チャールズ・ロートン                     | 情婦                       | サー・ウィルフリッド・ロバーツ                                        |      |
| アンソニー・クイン                       | 野生の息吹き               | ジノ                                                                  |      |
| 1958年 （第31回）                        |                            |                                                                       |      |
| デヴィッド・ニーヴン                     | 旅路                       | アンガス・ポロック少佐                                                |      |
| トニー・カーティス                       | 手錠のまゝの脱獄           | ジョン・"ジョーカー"・ジャクソン                                      |      |
| ポール・ニューマン                       | 熱いトタン屋根の猫         | ブリック・ポリット                                                    |      |
| シドニー・ポワチエ                       | 手錠のまゝの脱獄           | ノア・カレン                                                          |      |
| スペンサー・トレイシー                   | 老人と海                   | 老人                                                                  |      |
| 1959年 （第32回）                        |                            |                                                                       |      |
| チャールトン・ヘストン                   | ベン・ハー                 | ジュダ＝ベン・ハー                                                    |      |
| ローレンス・ハーヴェイ                   | 年上の女                   | ジョー・ランプトン                                                    |      |
| ジャック・レモン                         | お熱いのがお好き           | ジェリー                                                              |      |
| ポール・ムニ                             | The Last Angry Man         | ドクター・サム・エイベルマン                                          |      |
| ジェームズ・ステュアート                 | 或る殺人                   | ポール・ビーグラー                                                    |      |

### 1960年代
| 年                                         | 男優名                                                                            | 作品名                                                                   | 役名 |
| ------------------------------------------ | --------------------------------------------------------------------------------- | ------------------------------------------------------------------------ | ---- |
| 1960年 （第33回）                          |                                                                                   |                                                                          |      |
| バート・ランカスター                       | エルマー・ガントリー/魅せられた男                                                 | エルマー・ガントリー                                                     |      |
| トレヴァー・ハワード                       | 息子と恋人                                                                        | ウォルター・モレル                                                       |      |
| ジャック・レモン                           | アパートの鍵貸します                                                              | C・C・"バド"・バクスター                                                 |      |
| ローレンス・オリヴィエ                     | 寄席芸人                                                                          | アーチー・ライス                                                         |      |
| スペンサー・トレイシー                     | 風の遺産                                                                          | ヘンリー・ドルモンド                                                     |      |
| 1961年 （第34回）                          |                                                                                   |                                                                          |      |
| マクシミリアン・シェル                     | ニュールンベルグ裁判                                                              | ハンス・ロルフ                                                           |      |
| シャルル・ボワイエ                         | ファニー                                                                          | シーザー                                                                 |      |
| ポール・ニューマン                         | ハスラー                                                                          | エディ・フェルソン                                                       |      |
| スペンサー・トレイシー                     | ニュールンベルグ裁判                                                              | ダン・ヘイウッド裁判長                                                   |      |
| スチュアート・ホイットマン                 | 愛の絆                                                                            | ジム・フューラー                                                         |      |
| 1962年 （第35回）                          |                                                                                   |                                                                          |      |
| グレゴリー・ペック                         | アラバマ物語                                                                      | アティカス・フィンチ                                                     |      |
| バート・ランカスター                       | 終身犯                                                                            | ロバート・ストラウド                                                     |      |
| ジャック・レモン                           | 酒とバラの日々                                                                    | ジョー・クレイ                                                           |      |
| マルチェロ・マストロヤンニ                 | イタリア式離婚狂想曲                                                              | フェルディナンド・セフォルー                                             |      |
| ピーター・オトゥール                       | アラビアのロレンス                                                                | トーマス・エドワード・ロレンス                                           |      |
| 1963年 （第36回）                          |                                                                                   |                                                                          |      |
| シドニー・ポワチエ                         | 野のユリ                                                                          | ホーマー・スミス                                                         |      |
| アルバート・フィニー                       | トム・ジョーンズの華麗な冒険                                                      | トム・ジョーンズ                                                         |      |
| リチャード・ハリス                         | 孤独の報酬                                                                        | フランク・メイチン                                                       |      |
| レックス・ハリソン                         | クレオパトラ                                                                      | ユリウス・カエサル                                                       |      |
| ポール・ニューマン                         | ハッド                                                                            | ハッド・バノン                                                           |      |
| 1964年 （第37回）                          |                                                                                   |                                                                          |      |
| レックス・ハリソン                         | マイ・フェア・レディ                                                              | ヘンリー・ヒギンズ教授                                                   |      |
| リチャード・バートン                       | ベケット                                                                          | トマス・ベケット                                                         |      |
| ピーター・オトゥール                       | ベケット                                                                          | イングランド王ヘンリー2世                                                |      |
| アンソニー・クイン                         | その男ゾルバ                                                                      | アレクシス・ゾルバ                                                       |      |
| ピーター・セラーズ                         | 博士の異常な愛情 または私は如何にして心配するのを止めて水爆を愛するようになったか | ライオネル・マンドレイク大佐 マーキン・マフリー大統領 ストレンジラヴ博士 |      |
| 1965年 （第38回）                          |                                                                                   |                                                                          |      |
| リー・マーヴィン                           | キャット・バルー                                                                  | キッド・シェリーン ティム・ストラウン                                    |      |
| リチャード・バートン                       | 寒い国から帰ったスパイ                                                            | アレク・リーマス                                                         |      |
| ローレンス・オリヴィエ                     | オセロ                                                                            | オセロ                                                                   |      |
| ロッド・スタイガー                         | 質屋                                                                              | ソル・ナザーマン                                                         |      |
| オスカー・ウェルナー                       | 愚か者の船                                                                        | ウィリー・シューマン                                                     |      |
| 1966年 （第39回）                          |                                                                                   |                                                                          |      |
| ポール・スコフィールド                     | わが命つきるとも                                                                  | トマス・モア                                                             |      |
| アラン・アーキン                           | アメリカ上陸作戦                                                                  | ラザノフ中尉                                                             |      |
| リチャード・バートン                       | バージニア・ウルフなんかこわくない                                                | ジョージ                                                                 |      |
| マイケル・ケイン                           | アルフィー                                                                        | アルフィー・エルキンス                                                   |      |
| スティーブ・マックイーン                   | 砲艦サンパブロ                                                                    | ジェイク・ホールマン                                                     |      |
| 1967年 （第40回）                          |                                                                                   |                                                                          |      |
| ロッド・スタイガー                         | 夜の大捜査線                                                                      | ビル・ギレスピー署長                                                     |      |
| ウォーレン・ベイティ                       | 俺たちに明日はない                                                                | クライド・バロウ                                                         |      |
| ダスティン・ホフマン                       | 卒業                                                                              | ベンジャミン・ブラドック                                                 |      |
| ポール・ニューマン                         | 暴力脱獄                                                                          | ルーク・ジャクソン                                                       |      |
| スペンサー・トレイシー（死後のノミネート） | 招かれざる客                                                                      | マット・ドレイトン                                                       |      |
| 1968年 （第41回）                          |                                                                                   |                                                                          |      |
| クリフ・ロバートソン                       | まごころを君に                                                                    | チャーリイ・ゴードン                                                     |      |
| アラン・アーキン                           | 愛すれど心さびしく                                                                | ジョン・シンガー                                                         |      |
| アラン・ベイツ                             | フィクサー                                                                        | ヤコブ・ボク                                                             |      |
| ロン・ムーディー                           | オリバー!                                                                         | フェイギン                                                               |      |
| ピーター・オトゥール                       | 冬のライオン                                                                      | イングランド王ヘンリー2世                                                |      |
| 1969年 （第42回）                          |                                                                                   |                                                                          |      |
| ジョン・ウェイン                           | 勇気ある追跡                                                                      | ルースター・コグバーン                                                   |      |
| リチャード・バートン                       | 1000日のアン                                                                      | イングランド王ヘンリー8世                                                |      |
| ダスティン・ホフマン                       | 真夜中のカーボーイ                                                                | エンリコ・サルヴァトーレ・"ラツォ"・リッツォ                             |      |
| ピーター・オトゥール                       | チップス先生さようなら                                                            | アーサー・チッピング                                                     |      |
| ジョン・ヴォイト                           | 真夜中のカーボーイ                                                                | ジョー・バック                                                           |      |

### 1970年代
| 年                               | 男優名                       | 作品名                               | 役名 |
| -------------------------------- | ---------------------------- | ------------------------------------ | ---- |
| 1970年 （第43回）                |                              |                                      |      |
| ジョージ・C・スコット（辞退）    | パットン大戦車軍団           | ジョージ・パットン                   |      |
| メルヴィン・ダグラス             | 父の肖像                     | トム・ギャリソン                     |      |
| ジェームズ・アール・ジョーンズ   | ボクサー                     | ジャック・ジョンソン                 |      |
| ジャック・ニコルソン             | ファイブ・イージー・ピーセス | ロバート・エロイカ・デュペア         |      |
| ライアン・オニール               | ある愛の詩                   | オリバー・バレット4世                |      |
| 1971年 （第44回）                |                              |                                      |      |
| ジーン・ハックマン               | フレンチ・コネクション       | ジミー・"ポパイ"・ドイル             |      |
| ピーター・フィンチ               | 日曜日は別れの時             | ダニエル・ハーシュ医師               |      |
| ウォルター・マッソー             | コッチおじさん               | ジョセフ・P・コッチャー              |      |
| ジョージ・C・スコット            | ホスピタル                   | ハーバート・ボック医師               |      |
| チャイム・トポル                 | 屋根の上のバイオリン弾き     | テヴィエ                             |      |
| 1972年 （第45回）                |                              |                                      |      |
| マーロン・ブランド（辞退）       | ゴッドファーザー             | ヴィトー・コルレオーネ               |      |
| マイケル・ケイン                 | 探偵スルース                 | マイロ・ティンドル                   |      |
| ローレンス・オリヴィエ           | 探偵スルース                 | アンドリュー・ワイク                 |      |
| ピーター・オトゥール             | The Ruling Class             | ジャック・ガーニー                   |      |
| ポール・ウィンフィールド         | サウンダー                   | ネイサン・リー・モーガン             |      |
| 1973年 （第46回）                |                              |                                      |      |
| ジャック・レモン                 | セイブ・ザ・タイガー         | ハリー・ストーナー                   |      |
| マーロン・ブランド               | ラストタンゴ・イン・パリ     | ポール                               |      |
| ジャック・ニコルソン             | さらば冬のかもめ             | ビリー・バダスキー                   |      |
| アル・パチーノ                   | セルピコ                     | フランク・セルピコ                   |      |
| ロバート・レッドフォード         | スティング                   | ジョニー・フッカー                   |      |
| 1974年 （第47回）                |                              |                                      |      |
| アート・カーニー                 | ハリーとトント               | ハリー・クーンムズ                   |      |
| アルバート・フィニー             | オリエント急行殺人事件       | エルキュール・ポアロ                 |      |
| ダスティン・ホフマン             | レニー・ブルース             | レニー・ブルース                     |      |
| ジャック・ニコルソン             | チャイナタウン               | ジェイク・"J・J"・ギテス             |      |
| アル・パチーノ                   | ゴッドファーザー PART II     | マイケル・コルレオーネ               |      |
| 1975年 （第48回）                |                              |                                      |      |
| ジャック・ニコルソン             | カッコーの巣の上で           | ランドル・パトリック・マクマーフィー |      |
| ウォルター・マッソー             | サンシャイン・ボーイズ       | ウィリー・クラーク                   |      |
| アル・パチーノ                   | 狼たちの午後                 | ソニー・ウォトヴィッツ               |      |
| マクシミリアン・シェル           | The Man in the Glass Booth   | アーサー・ゴールドマン               |      |
| ジェームズ・ホイットモア         | Give 'em Hell, Harry!        | ハリー・S・トルーマン                |      |
| 1976年 （第49回）                |                              |                                      |      |
| ピーター・フィンチ（死後の受賞） | ネットワーク                 | ハワード・ビール                     |      |
| ロバート・デ・ニーロ             | タクシードライバー           | トラヴィス・ビックル                 |      |
| ジャンカルロ・ジャンニーニ       | セブン・ビューティーズ       | パスクァリーノ・フラフーソ           |      |
| ウィリアム・ホールデン           | ネットワーク                 | マックス・シューマッカー             |      |
| シルヴェスター・スタローン       | ロッキー                     | ロッキー・バルボア                   |      |
| 1977年 （第50回）                |                              |                                      |      |
| リチャード・ドレイファス         | グッバイガール               | エリオット・ガーフィールド           |      |
| ウディ・アレン                   | アニー・ホール               | アルヴィ・シンガー                   |      |
| リチャード・バートン             | エクウス                     | マーティン・ダイサート               |      |
| マルチェロ・マストロヤンニ       | 特別な一日                   | ガブリエーレ                         |      |
| ジョン・トラボルタ               | サタデー・ナイト・フィーバー | トニー・マネロ                       |      |
| 1978年 （第51回）                |                              |                                      |      |
| ジョン・ヴォイト                 | 帰郷                         | ルーク・マーティン                   |      |
| ウォーレン・ベイティ             | 天国から来たチャンピオン     | ジョー・ペンドルトン                 |      |
| ゲイリー・ビジー                 | バディ・ホリー・ストーリー   | バディ・ホリー                       |      |
| ロバート・デ・ニーロ             | ディア・ハンター             | マイケル・ブロンスキー               |      |
| ローレンス・オリヴィエ           | ブラジルから来た少年         | エズラ・リーベルマン                 |      |
| 1979年 （第52回）                |                              |                                      |      |
| ダスティン・ホフマン             | クレイマー、クレイマー       | テッド・クレイマー                   |      |
| ジャック・レモン                 | チャイナ・シンドローム       | ジャック・ゴデル                     |      |
| アル・パチーノ                   | ジャスティス                 | アーサー・カークランド               |      |
| ロイ・シャイダー                 | オール・ザット・ジャズ       | ジョー・ギデオン                     |      |
| ピーター・セラーズ               | チャンス                     | チャンス                             |      |

### 1980年代
| 年                               | 男優名                      | 作品名                                    | 役名 |
| -------------------------------- | --------------------------- | ----------------------------------------- | ---- |
| 1980年 （第53回）                |                             |                                           |      |
| ロバート・デ・ニーロ             | レイジング・ブル            | ジェイク・ラモッタ                        |      |
| ロバート・デュヴァル             | パパ                        | ブル・ミーチャム中佐                      |      |
| ジョン・ハート                   | エレファント・マン          | ジョゼフ・メリック                        |      |
| ジャック・レモン                 | マイ・ハート マイ・ラブ     | スコッティ・テンプルトン                  |      |
| ピーター・オトゥール             | スタントマン                | エリ・クロス                              |      |
| 1981年 （第54回）                |                             |                                           |      |
| ヘンリー・フォンダ               | 黄昏                        | ノーマン・セアー                          |      |
| ウォーレン・ベイティ             | レッズ                      | ジョン・リード                            |      |
| バート・ランカスター             | アトランティック・シティ    | ロウ・パスカル                            |      |
| ダドリー・ムーア                 | ミスター・アーサー          | アーサー・バッハ                          |      |
| ポール・ニューマン               | スクープ 悪意の不在         | マイケル・コリン・ギャラガー              |      |
| 1982年 （第55回）                |                             |                                           |      |
| ベン・キングズレー               | ガンジー                    | マハトマ・ガンディー                      |      |
| ダスティン・ホフマン             | トッツィー                  | マイケル・ドーシー / ドロシー・マイケルズ |      |
| ジャック・レモン                 | ミッシング                  | エド・ホーマン                            |      |
| ポール・ニューマン               | 評決                        | フランク・ギャルヴィン                    |      |
| ピーター・オトゥール             | My Favorite Year            | アラン・スワン                            |      |
| 1983年 （第56回）                |                             |                                           |      |
| ロバート・デュヴァル             | テンダー・マーシー          | マック・スレッジ                          |      |
| マイケル・ケイン                 | リタと大学教授              | フランク・ブライアント                    |      |
| トム・コンティ                   | Reuben, Reuben              | ゴーワン・マクグランド                    |      |
| トム・コートネイ                 | ドレッサー                  | ノーマン                                  |      |
| アルバート・フィニー             | ドレッサー                  | サー                                      |      |
| 1984年 （第57回）                |                             |                                           |      |
| F・マーリー・エイブラハム        | アマデウス                  | アントニオ・サリエリ                      |      |
| ジェフ・ブリッジス               | スターマン/愛・宇宙はるかに | スターマン                                |      |
| アルバート・フィニー             | 火山のもとで                | ジェフリー・ファーミン                    |      |
| トム・ハルス                     | アマデウス                  | ヴォルフガング・アマデウス・モーツァルト  |      |
| サム・ウォーターストン           | キリング・フィールド        | シドニー・シャンバーグ                    |      |
| 1985年 （第58回）                |                             |                                           |      |
| ウィリアム・ハート               | 蜘蛛女のキス                | ルイス・モリーナ                          |      |
| ハリソン・フォード               | 刑事ジョン・ブック 目撃者   | ジョン・ブック刑事                        |      |
| ジェームズ・ガーナー             | マーフィのロマンス          | マーフィー・ジョーンズ                    |      |
| ジャック・ニコルソン             | 女と男の名誉                | チャーリー・パルテナ                      |      |
| ジョン・ヴォイト                 | 暴走機関車                  | オスカー・"マニー"・マンヘイム            |      |
| 1986年 （第59回）                |                             |                                           |      |
| ポール・ニューマン               | ハスラー2                   | ファースト・エディ・フェルソン            |      |
| デクスター・ゴードン             | ラウンド・ミッドナイト      | デイル・ターナー                          |      |
| ボブ・ホスキンス                 | モナリザ                    | ジョージ                                  |      |
| ウィリアム・ハート               | 愛は静けさの中に            | ジェームズ・リーズ                        |      |
| ジェームズ・ウッズ               | サルバドル/遥かなる日々     | リチャード・ボイル                        |      |
| 1987年 （第60回）                |                             |                                           |      |
| マイケル・ダグラス               | ウォール街                  | ゴードン・ゲッコー                        |      |
| ウィリアム・ハート               | ブロードキャスト・ニュース  | トム・グルニック                          |      |
| マルチェロ・マストロヤンニ       | 黒い瞳                      | ロマノ                                    |      |
| ジャック・ニコルソン             | 黄昏に燃えて                | フランシス・フェラン                      |      |
| ロビン・ウィリアムズ             | グッドモーニング, ベトナム  | エイドリアン・クロンナウア                |      |
| 1988年 （第61回）                |                             |                                           |      |
| ダスティン・ホフマン             | レインマン                  | レイモンド・バビット                      |      |
| ジーン・ハックマン               | ミシシッピー・バーニング    | ルパート・アンダーソン捜査官              |      |
| トム・ハンクス                   | ビッグ                      | ジョシュ・バスキン                        |      |
| エドワード・ジェームズ・オルモス | 落ちこぼれの天使たち        | ハイメ・エスカランテ                      |      |
| マックス・フォン・シドー         | ペレ                        | ラッセファー                              |      |
| 1989年 （第62回）                |                             |                                           |      |
| ダニエル・デイ＝ルイス           | マイ・レフトフット          | クリスティ・ブラウン                      |      |
| ケネス・ブラナー                 | ヘンリー五世                | イングランド王ヘンリー5世                 |      |
| トム・クルーズ                   | 7月4日に生まれて            | ロン・コーヴィック                        |      |
| モーガン・フリーマン             | ドライビング Miss デイジー  | ホーク・コバーン                          |      |
| ロビン・ウィリアムズ             | いまを生きる                | ジョン・キーティング                      |      |

### 1990年代
| 年                                       | 男優名                              | 作品名                               | 役名 |
| ---------------------------------------- | ----------------------------------- | ------------------------------------ | ---- |
| 1990年 （第63回）                        |                                     |                                      |      |
| ジェレミー・アイアンズ                   | 運命の逆転                          | クラウス・フォン・ビューロー         |      |
| ケビン・コスナー                         | ダンス・ウィズ・ウルブズ            | ジョン・ダンバー中尉                 |      |
| ロバート・デ・ニーロ                     | レナードの朝                        | レナード・ロウ                       |      |
| ジェラール・ドパルデュー                 | シラノ・ド・ベルジュラック          | シラノ・ド・ベルジュラック           |      |
| リチャード・ハリス                       | ザ・フィールド                      | ブル・マッケイブ                     |      |
| 1991年 （第64回）                        |                                     |                                      |      |
| アンソニー・ホプキンス                   | 羊たちの沈黙                        | ハンニバル・レクター                 |      |
| ウォーレン・ベイティ                     | バグシー                            | ベンジャミン・シーゲル               |      |
| ロバート・デ・ニーロ                     | ケープ・フィアー                    | マックス・ケイディ                   |      |
| ニック・ノルティ                         | サウス・キャロライナ/愛と追憶の彼方 | トム・ウィンゴ                       |      |
| ロビン・ウィリアムズ                     | フィッシャー・キング                | パリー                               |      |
| 1992年 （第65回）                        |                                     |                                      |      |
| アル・パチーノ                           | セント・オブ・ウーマン/夢の香り     | フランク・スレード中佐               |      |
| ロバート・ダウニー・Jr                   | チャーリー                          | チャールズ・チャップリン             |      |
| クリント・イーストウッド                 | 許されざる者                        | ウィリアム・"ビル"・マニー           |      |
| スティーヴン・レイ                       | クライング・ゲーム                  | ファーガス                           |      |
| デンゼル・ワシントン                     | マルコムX                           | マルコムX                            |      |
| 1993年 （第66回）                        |                                     |                                      |      |
| トム・ハンクス                           | フィラデルフィア                    | アンドリュー・ベケット               |      |
| ダニエル・デイ＝ルイス                   | 父の祈りを                          | ジェリー・コンロン                   |      |
| ローレンス・フィッシュバーン             | TINA ティナ                         | アイク・ターナー                     |      |
| アンソニー・ホプキンス                   | 日の名残り                          | ジェームズ・スティーヴンス           |      |
| リーアム・ニーソン                       | シンドラーのリスト                  | オスカー・シンドラー                 |      |
| 1994年 （第67回）                        |                                     |                                      |      |
| トム・ハンクス                           | フォレスト・ガンプ/一期一会         | フォレスト・ガンプ                   |      |
| モーガン・フリーマン                     | ショーシャンクの空に                | エリス・ボイド・"レッド"・レディング |      |
| ナイジェル・ホーソーン                   | 英国万歳!                           | イギリス王ジョージ3世                |      |
| ポール・ニューマン                       | ノーバディーズ・フール              | ドナルド・"シュリー"・サリヴァン     |      |
| ジョン・トラボルタ                       | パルプ・フィクション                | ビンセント・ベガ                     |      |
| 1995年 （第68回）                        |                                     |                                      |      |
| ニコラス・ケイジ                         | リービング・ラスベガス              | ベン・サンダーソン                   |      |
| リチャード・ドレイファス                 | 陽のあたる教室                      | グレン・ホランド                     |      |
| アンソニー・ホプキンス                   | ニクソン                            | リチャード・ニクソン                 |      |
| ショーン・ペン                           | デッドマン・ウォーキング            | マシュー・ポンスレット               |      |
| マッシモ・トロイージ（死後のノミネート） | イル・ポスティーノ                  | マリオ・ルオッポロ                   |      |
| 1996年 （第69回）                        |                                     |                                      |      |
| ジェフリー・ラッシュ                     | シャイン                            | デイヴィッド・ヘルフゴット           |      |
| トム・クルーズ                           | ザ・エージェント                    | ジェリー・マグワイア                 |      |
| レイフ・ファインズ                       | イングリッシュ・ペイシェント        | ラシオ・ド・アルマシー伯爵           |      |
| ウディ・ハレルソン                       | ラリー・フリント                    | ラリー・フリント                     |      |
| ビリー・ボブ・ソーントン                 | スリング・ブレイド                  | カール・チルダース                   |      |
| 1997年 （第70回）                        |                                     |                                      |      |
| ジャック・ニコルソン                     | 恋愛小説家                          | メルヴィン・ウダール                 |      |
| マット・デイモン                         | グッド・ウィル・ハンティング/旅立ち | ウィル・ハンティング                 |      |
| ロバート・デュヴァル                     | The Apostle                         | エウリス・"ソニー"・デューイ         |      |
| ピーター・フォンダ                       | 木洩れ日の中で                      | ユリシーズ・ジャクソン               |      |
| ダスティン・ホフマン                     | ウワサの真相/ワグ・ザ・ドッグ       | スタンリー・モッツ                   |      |
| 1998年 （第71回）                        |                                     |                                      |      |
| ロベルト・ベニーニ                       | ライフ・イズ・ビューティフル        | グイド・オレフィス                   |      |
| トム・ハンクス                           | プライベート・ライアン              | ジョン・ミラー大尉                   |      |
| イアン・マッケラン                       | ゴッド・アンド・モンスター          | ジェイムズ・ホエール                 |      |
| ニック・ノルティ                         | 白い刻印                            | ウェイド・ホワイトハウス             |      |
| エドワード・ノートン                     | アメリカン・ヒストリーX             | デレク・ヴィンヤード                 |      |
| 1999年 （第72回）                        |                                     |                                      |      |
| ケヴィン・スペイシー                     | アメリカン・ビューティー            | レスター・バーナム                   |      |
| ラッセル・クロウ                         | インサイダー                        | ジェフリー・ワイガンド               |      |
| リチャード・ファーンズワース             | ストレイト・ストーリー              | アルヴィン・ストレイト               |      |
| ショーン・ペン                           | ギター弾きの恋                      | エメット・レイ                       |      |
| デンゼル・ワシントン                     | ザ・ハリケーン                      | ルービン・"ハリケーン"・カーター     |      |

### 2000年代
| 年                             | 男優名                                        | 作品名                                           | 役名 |
| ------------------------------ | --------------------------------------------- | ------------------------------------------------ | ---- |
| 2000年 （第73回）              |                                               |                                                  |      |
| ラッセル・クロウ               | グラディエーター                              | マキシマス・デシマス・メレディウス               |      |
| ハビエル・バルデム             | 夜になるまえに                                | レイナルド・アレナス                             |      |
| トム・ハンクス                 | キャスト・アウェイ                            | チャック・ノーランド                             |      |
| エド・ハリス                   | ポロック 2人だけのアトリエ                    | ジャクソン・ポロック                             |      |
| ジェフリー・ラッシュ           | クイルズ                                      | マルキ・ド・サド                                 |      |
| 2001年 （第74回）              |                                               |                                                  |      |
| デンゼル・ワシントン           | トレーニング デイ                             | アロンゾ・ハリス                                 |      |
| ラッセル・クロウ               | ビューティフル・マインド                      | ジョン・ナッシュ                                 |      |
| ショーン・ペン                 | アイ・アム・サム                              | サム・ドーソン                                   |      |
| ウィル・スミス                 | ALI アリ                                      | モハメド・アリ                                   |      |
| トム・ウィルキンソン           | イン・ザ・ベッドルーム                        | マット・ファウラー                               |      |
| 2002年 （第75回）              |                                               |                                                  |      |
| エイドリアン・ブロディ         | 戦場のピアニスト                              | ウワディスワフ・シュピルマン                     |      |
| ニコラス・ケイジ               | アダプテーション                              | チャーリー・カウフマン ドナルド・カウフマン      |      |
| マイケル・ケイン               | 愛の落日                                      | トーマス・ファウラー                             |      |
| ダニエル・デイ＝ルイス         | ギャング・オブ・ニューヨーク                  | ウィリアム・"ビル・ザ・ブッチャー"・カッティング |      |
| ジャック・ニコルソン           | アバウト・シュミット                          | ウォーレン・シュミット                           |      |
| 2003年 （第76回）              |                                               |                                                  |      |
| ショーン・ペン                 | ミスティック・リバー                          | ジミー・マーカム                                 |      |
| ジョニー・デップ               | パイレーツ・オブ・カリビアン/呪われた海賊たち | ジャック・スパロウ                               |      |
| ベン・キングズレー             | 砂と霧の家                                    | マスード・アミール・ベラーニ                     |      |
| ジュード・ロウ                 | コールド マウンテン                           | インマン                                         |      |
| ビル・マーレイ                 | ロスト・イン・トランスレーション              | ボブ・ハリス                                     |      |
| 2004年 （第77回）              |                                               |                                                  |      |
| ジェイミー・フォックス         | Ray/レイ                                      | レイ・チャールズ                                 |      |
| ドン・チードル                 | ホテル・ルワンダ                              | ポール・ルセサバギナ                             |      |
| ジョニー・デップ               | ネバーランド                                  | ジェームス・マシュー・バリー                     |      |
| レオナルド・ディカプリオ       | アビエイター                                  | ハワード・ヒューズ                               |      |
| クリント・イーストウッド       | ミリオンダラー・ベイビー                      | フランキー・ダン                                 |      |
| 2005年 （第78回）              |                                               |                                                  |      |
| フィリップ・シーモア・ホフマン | カポーティ                                    | トルーマン・カポーティ                           |      |
| テレンス・ハワード             | ハッスル&フロウ                               | Dジェイ                                          |      |
| ヒース・レジャー               | ブロークバック・マウンテン                    | イニス・デル・マー                               |      |
| ホアキン・フェニックス         | ウォーク・ザ・ライン/君につづく道             | ジョニー・キャッシュ                             |      |
| デヴィッド・ストラザーン       | グッドナイト&グッドラック                     | エドワード・R・マロー                            |      |
| 2006年 （第79回）              |                                               |                                                  |      |
| フォレスト・ウィテカー         | ラストキング・オブ・スコットランド            | イディ・アミン                                   |      |
| レオナルド・ディカプリオ       | ブラッド・ダイヤモンド                        | ダニー・アーチャー                               |      |
| ライアン・ゴズリング           | ハーフネルソン                                | ダン・ダン                                       |      |
| ピーター・オトゥール           | ヴィーナス                                    | モーリス                                         |      |
| ウィル・スミス                 | 幸せのちから                                  | クリス・ガードナー                               |      |
| 2007年 （第80回）              |                                               |                                                  |      |
| ダニエル・デイ＝ルイス         | ゼア・ウィル・ビー・ブラッド                  | ダニエル・プレインビュー                         |      |
| ジョージ・クルーニー           | フィクサー                                    | マイケル・クレイトン                             |      |
| ジョニー・デップ               | スウィーニー・トッド フリート街の悪魔の理髪師 | スウィーニー・トッド                             |      |
| トミー・リー・ジョーンズ       | 告発のとき                                    | ハンク・ディアフィールド                         |      |
| ヴィゴ・モーテンセン           | イースタン・プロミス                          | ニコライ・ルージン                               |      |
| 2008年 （第81回）              |                                               |                                                  |      |
| ショーン・ペン                 | ミルク                                        | ハーヴェイ・ミルク                               |      |
| リチャード・ジェンキンス       | 扉をたたく人                                  | ウォルター・ヴェイル                             |      |
| フランク・ランジェラ           | フロスト×ニクソン                             | リチャード・ニクソン                             |      |
| ブラッド・ピット               | ベンジャミン・バトン 数奇な人生               | ベンジャミン・バトン                             |      |
| ミッキー・ローク               | レスラー                                      | ランディ・“ザ・ラム”・ロビンソン                 |      |
| 2009年 （第82回）              |                                               |                                                  |      |
| ジェフ・ブリッジス             | クレイジー・ハート                            | バッド・ブレイク                                 |      |
| ジョージ・クルーニー           | マイレージ、マイライフ                        | ライアン・ビンガム                               |      |
| コリン・ファース               | シングルマン                                  | ジョージ・ファルコナー                           |      |
| モーガン・フリーマン           | インビクタス/負けざる者たち                   | ネルソン・マンデラ                               |      |
| ジェレミー・レナー             | ハート・ロッカー                              | ウィリアム・ジェームズ二等軍曹                   |      |

### 2010年代
| 年                           | 男優名                                              | 作品名                                           | 役名 |
| ---------------------------- | --------------------------------------------------- | ------------------------------------------------ | ---- |
| 2010年 （第83回）            |                                                     |                                                  |      |
| コリン・ファース             | 英国王のスピーチ                                    | ジョージ6世                                      |      |
| ハビエル・バルデム           | BIUTIFUL ビューティフル                             | ウスバル                                         |      |
| ジェフ・ブリッジス           | トゥルー・グリット                                  | ルースター・コグバーン                           |      |
| ジェシー・アイゼンバーグ     | ソーシャル・ネットワーク                            | マーク・ザッカーバーグ                           |      |
| ジェームズ・フランコ         | 127時間                                             | アーロン・ラルストン                             |      |
| 2011年 （第84回）            |                                                     |                                                  |      |
| ジャン・デュジャルダン       | アーティスト                                        | ジョージ・ヴァレンタイン                         |      |
| デミアン・ビチル             | 明日を継ぐために                                    | カーロス・ガリンドー                             |      |
| ジョージ・クルーニー         | ファミリー・ツリー                                  | マット・キング                                   |      |
| ゲイリー・オールドマン       | 裏切りのサーカス                                    | ジョージ・スマイリー                             |      |
| ブラッド・ピット             | マネーボール                                        | ビリー・ビーン                                   |      |
| 2012年 （第85回）            |                                                     |                                                  |      |
| ダニエル・デイ＝ルイス       | リンカーン                                          | エイブラハム・リンカーン                         |      |
| ブラッドリー・クーパー       | 世界にひとつのプレイブック                          | パット・ソリータ                                 |      |
| ヒュー・ジャックマン         | レ・ミゼラブル                                      | ジャン・バルジャン                               |      |
| ホアキン・フェニックス       | ザ・マスター                                        | フレディ・クィエル                               |      |
| デンゼル・ワシントン         | フライト                                            | ウィリアム・"ウィップ"・ウィテカー               |      |
| 2013年 （第86回）            |                                                     |                                                  |      |
| マシュー・マコノヒー         | ダラス・バイヤーズクラブ                            | ロン・ウッドルーフ                               |      |
| クリスチャン・ベール         | アメリカン・ハッスル                                | アーヴィン・ローゼンフェルド                     |      |
| ブルース・ダーン             | ネブラスカ ふたつの心をつなぐ旅                     | ウディ・グラント                                 |      |
| レオナルド・ディカプリオ     | ウルフ・オブ・ウォールストリート                    | ジョーダン・ベルフォート                         |      |
| キウェテル・イジョフォー     | それでも夜は明ける                                  | ソロモン・ノーサップ                             |      |
| 2014年 （第87回）            |                                                     |                                                  |      |
| エディ・レッドメイン         | 博士と彼女のセオリー                                | スティーヴン・ホーキング                         |      |
| スティーブ・カレル           | フォックスキャッチャー                              | ジョン・デュポン                                 |      |
| ブラッドリー・クーパー       | アメリカン・スナイパー                              | クリス・カイル                                   |      |
| ベネディクト・カンバーバッチ | イミテーション・ゲーム/エニグマと天才数学者の秘密   | アラン・チューリング                             |      |
| マイケル・キートン           | バードマン あるいは（無知がもたらす予期せぬ奇跡）   | リーガン・トムソン/バードマン                    |      |
| 2015年 （第88回）            |                                                     |                                                  |      |
| レオナルド・ディカプリオ     | レヴェナント: 蘇えりし者                            | ヒュー・グラス                                   |      |
| ブライアン・クランストン     | トランボ ハリウッドに最も嫌われた男                 | ダルトン・トランボ                               |      |
| マット・デイモン             | オデッセイ                                          | マーク・ワトニー                                 |      |
| マイケル・ファスベンダー     | スティーブ・ジョブズ                                | スティーブ・ジョブズ                             |      |
| エディ・レッドメイン         | リリーのすべて                                      | リリー・エルベ /エイナル・モーゲンス・ヴェゲネル |      |
| 2016年 （第89回）            |                                                     |                                                  |      |
| ケイシー・アフレック         | マンチェスター・バイ・ザ・シー                      | リー・チャンドラー                               |      |
| アンドリュー・ガーフィールド | ハクソー・リッジ                                    | デズモンド・T・ドス                              |      |
| ライアン・ゴズリング         | ラ・ラ・ランド                                      | セバスチャン・チャンドラー                       |      |
| ヴィゴ・モーテンセン         | はじまりへの旅                                      | ベン・キャッシュ                                 |      |
| デンゼル・ワシントン         | フェンス                                            | トロイ・マクソン                                 |      |
| 2017年 （第90回）            |                                                     |                                                  |      |
| ゲイリー・オールドマン       | ウィンストン・チャーチル/ヒトラーから世界を救った男 | ウィンストン・チャーチル                         |      |
| ティモシー・シャラメ         | 君の名前で僕を呼んで                                | エリオ・パールマン                               |      |
| ダニエル・デイ＝ルイス       | ファントム・スレッド                                | レイノルズ・ウッドコック                         |      |
| ダニエル・カルーヤ           | ゲット・アウト                                      | クリス・ワシントン                               |      |
| デンゼル・ワシントン         | ローマンという名の男 -信念の行方-                   | ローマン・J・イスラエル                          |      |
| 2018年 （第91回）            |                                                     |                                                  |      |
| ラミ・マレック               | ボヘミアン・ラプソディ                              | フレディ・マーキュリー                           |      |
| クリスチャン・ベール         | バイス                                              | ディック・チェイニー                             |      |
| ブラッドリー・クーパー       | アリー/ スター誕生                                  | ジャクソン・"ジャック"・メイン                   |      |
| ウィレム・デフォー           | 永遠の門 ゴッホの見た未来                           | フィンセント・ファン・ゴッホ                     |      |
| ヴィゴ・モーテンセン         | グリーンブック                                      | フランク・"トニー・リップ"・バレロンガ           |      |
| 2019年 （第92回）            |                                                     |                                                  |      |
| ホアキン・フェニックス       | ジョーカー                                          | アーサー・フレック/ジョーカー                    |      |
| アントニオ・バンデラス       | ペイン・アンド・グローリー                          | サルヴァドール・マッロー                         |      |
| レオナルド・ディカプリオ     | ワンス・アポン・ア・タイム・イン・ハリウッド        | リック・ダルトン                                 |      |
| アダム・ドライヴァー         | マリッジ・ストーリー                                | チャーリー・バーバー                             |      |
| ジョナサン・プライス         | 2人のローマ教皇                                     | ホルヘ・マリオ・ベルゴリオ枢機卿                 |      |

### 2020年代
| 年                                             | 男優名                                       | 作品名                                        | 役名 |
| ---------------------------------------------- | -------------------------------------------- | --------------------------------------------- | ---- |
| 2020/21年 （第93回）                           |                                              |                                               |      |
| アンソニー・ホプキンス                         | ファーザー                                   | アンソニー                                    |      |
| リズ・アーメッド                               | サウンド・オブ・メタル -聞こえるということ-  | ルーベン・ストーン                            |      |
| チャドウィック・ボーズマン（死後のノミネート） | マ・レイニーのブラックボトム                 | レヴィー・グリーン                            |      |
| ゲイリー・オールドマン                         | Mank/マンク                                  | ハーマン・J・マンキーウィッツ                 |      |
| スティーヴン・ユァン                           | ミナリ                                       | ジェイコブ・イー                              |      |
| 2021年 （第94回）                              |                                              |                                               |      |
| ウィル・スミス                                 | ドリームプラン                               | リチャード・ウィリアムズ                      |      |
| ハビエル・バルデム                             | 愛すべき夫妻の秘密                           | デジ・アーナズ                                |      |
| ベネディクト・カンバーバッチ                   | パワー・オブ・ザ・ドッグ                     | フィル・バーバンク                            |      |
| アンドリュー・ガーフィールド                   | tick, tick... BOOM! : チック、チック…ブーン! | ジョナサン・ラーソン                          |      |
| デンゼル・ワシントン                           | マクベス                                     | マクベス卿                                    |      |
| 2022年 （第95回）                              |                                              |                                               |      |
| ブレンダン・フレイザー                         | ザ・ホエール                                 | チャーリー                                    |      |
| オースティン・バトラー                         | エルヴィス                                   | エルヴィス・プレスリー                        |      |
| コリン・ファレル                               | イニシェリン島の精霊                         | パードリック・スィルヤバイン                  |      |
| ポール・メスカル                               | aftersun/アフターサン                        | カルム・パターソン                            |      |
| ビル・ナイ                                     | 生きる LIVING                                | ミスター・ウィリアムズ                        |      |
| 2023年 （第96回）                              |                                              |                                               |      |
| キリアン・マーフィー                           | オッペンハイマー                             | ロバート・オッペンハイマー                    |      |
| ブラッドリー・クーパー                         | マエストロ: その音楽と愛と                   | レナード・バーンスタイン                      |      |
| コールマン・ドミンゴ                           | ラスティン: ワシントンの「あの日」を作った男 | バイヤード・ラスティン                        |      |
| ポール・ジアマッティ                           | ホールドオーバーズ 置いてけぼりのホリディ    | ポール・ハナム                                |      |
| ジェフリー・ライト                             | アメリカン・フィクション                     | セロニアス・"モンク"・エリソン                |      |
| 2024年 （第97回）                              |                                              |                                               |      |
| エイドリアン・ブロディ                         | ブルータリスト                               | ラースロー・トート                            |      |
| ティモシー・シャラメ                           | 名もなき者/A COMPLETE UNKNOWN                | ボブ・ディラン                                |      |
| コールマン・ドミンゴ                           | シンシン/SING SING                           | ジョン・“ディヴァイン・G”・ウィットフィールド |      |
| レイフ・ファインズ                             | 教皇選挙                                     | トーマス・ローレンス枢機卿                    |      |
| セバスチャン・スタン                           | アプレンティス:ドナルド・トランプの創り方    | ドナルド・トランプ                            |      |

## 記録

### 複数回受賞・ノミネート者
| 受賞回数 | 男優                   | ノミネート回数 |
| -------- | ---------------------- | -------------- |
| 3        | ダニエル・デイ＝ルイス | 6              |
| 2        | スペンサー・トレイシー | 9              |
| 2        | ジャック・ニコルソン   | 8              |
| 2        | マーロン・ブランド     | 7              |
| 2        | ダスティン・ホフマン   | 7              |
| 2        | ゲイリー・クーパー     | 6              |
| 2        | トム・ハンクス         | 6              |
| 2        | フレドリック・マーチ   | 6              |
| 2        | ショーン・ペン         | 6              |
| 2        | アンソニー・ホプキンス | 4              |
| 2        | エイドリアン・ブロディ | 2              |

| ノミネート回数 | 男優                     |
| -------------- | ------------------------ |
| 9              | ローレンス・オリヴィエ   |
| 9              | スペンサー・トレイシー   |
| 8              | ポール・ニューマン       |
| 8              | ジャック・ニコルソン     |
| 8              | ピーター・オトゥール     |
| 7              | マーロン・ブランド       |
| 7              | ダスティン・ホフマン     |
| 7              | ジャック・レモン         |
| 7              | デンゼル・ワシントン     |
| 6              | リチャード・バートン     |
| 6              | ダニエル・デイ＝ルイス   |
| 5              | ゲイリー・クーパー       |
| 5              | ロバート・デ・ニーロ     |
| 5              | レオナルド・ディカプリオ |
| 5              | トム・ハンクス           |
| 5              | フレドリック・マーチ     |
| 5              | ポール・ムニ             |
| 5              | アル・パチーノ           |
| 5              | グレゴリー・ペック       |
| 5              | ショーン・ペン           |
| 5              | ジェームズ・ステュアート |

### 最年長・最年少の受賞・ノミネート者
| 順位 | 年齢      | 人物                   | 作品                                                | 生年月日       | 授賞式        | 備考                                            |
| ---- | --------- | ---------------------- | --------------------------------------------------- | -------------- | ------------- | ----------------------------------------------- |
| 1    | 83歳115日 | アンソニー・ホプキンス | ファーザー                                          | 1937年12月31日 | 2021年4月25日 | 2021年-現在まで記録を保持している。             |
| 2    | 76歳317日 | ヘンリー・フォンダ     | 黄昏                                                | 1905年5月16日  | 1982年3月29日 | 1982年-2021年まで記録を保持していた。（39年間） |
| 3    | 62歳316日 | ジョン・ウェイン       | 勇気ある追跡                                        | 1907年5月26日  | 1970年4月7日  | 1970年-1982年まで記録を保持していた。（12年間） |
| 4    | 62歳209日 | ジョージ・アーリス     | ディズレーリ                                        | 1868年4月10日  | 1930年11月5日 | 1930年-1970年まで記録を保持していた。（40年間） |
| 5    | 62歳63日  | ポール・ニューマン     | ハスラー2                                           | 1925年1月26日  | 1987年3月30日 |                                                 |
| 6    | 60歳335日 | ジャック・ニコルソン   | 恋愛小説家                                          | 1937年4月22日  | 1998年3月23日 |                                                 |
| 7    | 60歳181日 | ピーター・フィンチ     | ネットワーク                                        | 1916年9月28日  | 1977年3月28日 | 死後の受賞。                                    |
| 8    | 60歳93日  | ジェフ・ブリッジス     | クレイジー・ハート                                  | 1949年12月4日  | 2010年3月7日  |                                                 |
| 9    | 59歳348日 | ゲイリー・オールドマン | ウィンストン・チャーチル/ヒトラーから世界を救った男 | 1958年3月21日  | 2018年3月4日  |                                                 |
| 10   | 57歳40日  | ロナルド・コールマン   | 二重生活                                            | 1891年2月9日   | 1948年3月20日 |                                                 |

| 順位 | 年齢      | 人物                         | 作品                            | 生年月日       | ノミネート日  | 備考                                            |  |
| ---- | --------- | ---------------------------- | ------------------------------- | -------------- | ------------- | ----------------------------------------------- |  |
| 1    | 83歳74日  | アンソニー・ホプキンス       | ファーザー                      | 1937年12月31日 | 2021年4月25日 | 2021年-現在まで記録を保持している。             |  |
| 2    | 79歳167日 | リチャード・ファーンズワース | ストレイト・ストーリー          | 1920年9月1日   | 2000年2月15日 | 2000年-2021年まで記録を保持していた。（21年間） |  |
| 3    | 77歳226日 | ブルース・ダーン             | ネブラスカ ふたつの心をつなぐ旅 | 1936年6月6日   | 2014年1月16日 |                                                 |  |
| 4    | 76歳271日 | ヘンリー・フォンダ           | 黄昏                            | 1905年5月16日  | 1982年2月11日 | 1982年-2000年まで記録を保持していた。（18年間） |  |
| 5    | 74歳239日 | クリント・イーストウッド     | ミリオンダラー・ベイビー        | 1930年5月31日  | 2005年1月25日 |                                                 |  |
| 6    | 74歳174日 | ピーター・オトゥール         | ヴィーナス                      | 1932年8月2日   | 2007年1月23日 |                                                 |  |
| 7    | 73歳43日  | ビル・ナイ                   | 生きる LIVING                   | 1949年12月12日 | 2023年1月24日 |                                                 |  |
| 8    | 72歳246日 | モーガン・フリーマン         | インビクタス/負けざる者たち     | 1937年6月1日   | 2010年2月2日  |                                                 |  |
| 9    | 72歳226日 | ジョナサン・プライス         | 2人のローマ教皇                 | 1947年6月1日   | 2020年1月13日 |                                                 |  |
| 10   | 71歳274日 | ローレンス・オリヴィエ       | ブラジルから来た少年たち        | 1907年5月22日  | 1979年2月20日 | 1979年-1982年まで記録を保持していた。（3年間）  |  |

| 順位 | 年齢      | 人物                     | 作品                   | 生年月日       | 授賞式        | 備考                                            |
| ---- | --------- | ------------------------ | ---------------------- | -------------- | ------------- | ----------------------------------------------- |
| 1    | 29歳343日 | エイドリアン・ブロディ   | 戦場のピアニスト       | 1973年4月14日  | 2003年3月23日 | 2003年-現在まで記録を保持している。             |
| 2    | 30歳156日 | リチャード・ドレイファス | グッバイガール         | 1947年10月29日 | 1978年4月3日  | 1978年-2003年まで記録を保持していた。（25年間） |
| 3    | 30歳361日 | マーロン・ブランド       | 波止場                 | 1924年4月3日   | 1955年3月30日 | 1955年-1978年まで記録を保持していた。（23年間） |
| 4    | 31歳122日 | マクシミリアン・シェル   | ニュールンベルグ裁判   | 1930年12月8日  | 1962年4月9日  |                                                 |
| 5    | 32歳78日  | ニコラス・ケイジ         | リービング・ラスベガス | 1964年1月7日   | 1996年3月25日 |                                                 |
| 6    | 32歳283日 | ジェームズ・スチュワート | フィラデルフィア物語   | 1908年5月20日  | 1941年2月27日 | 1941年-1955年まで記録を保持していた。（14年間） |
| 7    | 32歳331日 | ダニエル・デイ・ルイス   | マイ・レフトフット     | 1957年4月29日  | 1990年3月26日 |                                                 |
| 8    | 33歳47日  | エディ・レッドメイン     | 博士と彼女のセオリー   | 1982年1月6日   | 2015年2月22日 |                                                 |
| 9    | 34歳26日  | クラーク・ゲーブル       | 或る夜の出来事         | 1901年2月1日   | 1935年2月27日 | 1935年-1941年まで記録を保持していた。（6年間）  |
| 10   | 34歳258日 | チャールズ・ロートン     | ヘンリー八世の私生活   | 1899年7月1日   | 1934年3月16日 | 1934年-1935年まで記録を保持していた。（1年間）  |

| 順位 | 年齢      | 人物                 | 作品                         | 生年月日       | ノミネート日  | 備考                                |
| ---- | --------- | -------------------- | ---------------------------- | -------------- | ------------- | ----------------------------------- |
| 1    | 9歳20日   | ジャッキー・クーパー | スキピイ                     | 1922年9月15日  | 1931年10月5日 | 1931年-現在まで記録を保持している。 |
| 2    | 19歳142日 | ミッキー・ルーニー   | 青春一座                     | 1920年9月23日  | 1940年2月12日 |                                     |
| 3    | 22歳27日  | ティモシー・シャラメ | 君の名前で僕を呼んで         | 1995年12月27日 | 2018年1月23日 |                                     |
| 4    | 23歳137日 | ミッキー・ルーニー   | 町の人気者                   | 1920年9月23日  | 1944年2月7日  |                                     |
| 5    | 24歳3日   | ジョン・トラボルタ   | サタデー・ナイト・フィーバー | 1954年2月18日  | 1978年2月21日 |                                     |
| 6    | 25歳10日  | ジェームズ・ディーン | エデンの東                   | 1931年2月8日   | 1956年2月18日 | 死後のノミネート。                  |
| 7    | 26歳10日  | ジェームズ・ディーン | ジャイアンツ                 | 1931年2月8日   | 1957年2月18日 | 死後のノミネート。                  |
| 8    | 26歳72日  | ライアン・ゴズリング | ハーフネルソン               | 1980年11月12日 | 2007年1月23日 |                                     |
| 9    | 26歳279日 | オーソン・ウェルズ   | 市民ケーン                   | 1915年5月6日   | 1942年2月9日  |                                     |
| 10   | 26歳302日 | ヒース・レジャー     | ブロークバック・マウンテン   | 1979年4月4日   | 2006年1月31日 |                                     |

### 出演時間の記録
| 順位 | 出演時間      | 人物                   | 作品                           | 公開年 | 備考                                            |
| ---- | ------------- | ---------------------- | ------------------------------ | ------ | ----------------------------------------------- |
| 1    | 2時間8分30秒  | エイドリアン・ブロディ | ブルータリスト                 | 2024   | 2025年-現在まで記録を保持している。             |
| 2    | 2時間1分23秒  | チャールトン・ヘストン | ベン・ハー                     | 1959   | 1960年-2025年まで記録を保持していた。（65年間） |
| 3    | 1時間57分00秒 | ダニエル・デイ・ルイス | ゼア・ウィル・ビー・ブラッド   | 2007   |                                                 |
| 4    | 1時間53分10秒 | キリアン・マーフィー   | オッペンハイマー               | 2023   |                                                 |
| 5    | 1時間48分48秒 | ジョージ・C・スコット  | パットン大戦車軍団             | 1985   |                                                 |
| 6    | 1時間45分28秒 | トム・ハンクス         | フォレスト・ガンプ/一期一会    | 1994   |                                                 |
| 7    | 1時間43分44秒 | ホアキン・フェニックス | ジョーカー                     | 2019   |                                                 |
| 8    | 1時間40分26秒 | アート・カーニー       | ハリーとトント                 | 1974   |                                                 |
| 9    | 1時間40分2秒  | ケイシー・アフレック   | マンチェスター・バイ・ザ・シー | 2016   |                                                 |
| 10   | 1時間39分35秒 | ジェイミー・フォックス | Ray/レイ                       | 2004   |                                                 |

| 順位 | 出演時間      | 人物                     | 作品                             | 公開年 | 備考                                            |
| ---- | ------------- | ------------------------ | -------------------------------- | ------ | ----------------------------------------------- |
| 1    | 2時間21分58秒 | デンゼル・ワシントン     | マルコムX                        | 1992   | 1993年-現在まで記録を保持している。             |
| 2    | 2時間21分7秒  | レオナルド・ディカプリオ | ウルフ・オブ・ウォールストリート | 2013   |                                                 |
| 3    | 2時間13分13秒 | ピーター・オトゥール     | アラビアのロレンス               | 1962   | 1963年-1993年まで記録を保持していた。（30年間） |
| 4    | 2時間8分30秒  | エイドリアン・ブロディ   | ブルータリスト                   | 2024   |                                                 |
| 5    | 2時間4分10秒  | アンソニー・ホプキンス   | ニクソン                         | 1995   |                                                 |
| 6    | 2時間1分23秒  | チャールトン・ヘストン   | ベン・ハー                       | 1959   | 1960年-1963年まで記録を保持していた。（3年間）  |
| 7    | 1時間58分15秒 | トム・ハンクス           | キャスト・アウェイ               | 2000   |                                                 |
| 8    | 1時間57分46秒 | レオナルド・ディカプリオ | アビエイター                     | 2004   |                                                 |
| 9    | 1時間57分22秒 | ウィル・スミス           | ALI アリ                         | 2002   |                                                 |
| 10   | 1時間57分00秒 | ダニエル・デイ・ルイス   | ゼア・ウィル・ビー・ブラッド     | 2007   |                                                 |

| 順位 | 出演時間 | 人物                   | 作品                 | 公開年 | 備考                                           |
| ---- | -------- | ---------------------- | -------------------- | ------ | ---------------------------------------------- |
| 1    | 23分39秒 | デヴィッド・ニーヴン   | 旅路                 | 1958   | 1959年-現在まで記録を保持している。            |
| 2    | 24分52秒 | アンソニー・ホプキンス | 羊たちの沈黙         | 1991年 |                                                |
| 3    | 31分6秒  | リー・マーヴィン       | キャット・バルー     | 1965   |                                                |
| 4    | 31分27秒 | ジェフリー・ラッシュ   | シャイン             | 1996   |                                                |
| 5    | 33分20秒 | ピーター・フィンチ     | ネットワーク         | 1976   | 死後の受賞                                     |
| 6    | 37分38秒 | ウィリアム・ホールデン | 第十七捕虜収容所     | 1953   | 1954年-1959年まで記録を保持していた。（5年間） |
| 7    | 39分20秒 | マクシミリアン・シェル | ニュールンベルグ裁判 | 1961   |                                                |
| 8    | 40分10秒 | マーロン・ブランド     | ゴッドファーザー     | 1972   |                                                |
| 9    | 40分25秒 | マイケル・ダグラス     | ウォール街           | 1987   |                                                |
| 10   | 40分57秒 | ゲイリー・クーパー     | 真昼の決闘           | 1952   | 1953年-1954年まで記録を保持していた。（1年間） |

| 順位 | 出演時間 | 人物                     | 作品                 | 公開年 | 備考                                           |
| ---- | -------- | ------------------------ | -------------------- | ------ | ---------------------------------------------- |
| 1    | 14分58秒 | スペンサー・トレイシー   | 桑港                 | 1936   | 1937年-現在まで記録を保持している。            |
| 2    | 20分14秒 | トレヴァー・ハワード     | 息子と恋人           | 1991年 |                                                |
| 3    | 20分74秒 | ウォルター・ヒューストン | 悪魔の金             | 1941年 |                                                |
| 4    | 21分45秒 | フレドリック・マーチ     | 名門芸術             | 1930   | 1931年-1937年まで記録を保持していた。（6年間） |
| 5    | 23分39秒 | デヴィッド・ニーヴン     | 旅路                 | 1958   |                                                |
| 6    | 24分52秒 | アンソニー・ホプキンス   | 羊たちの沈黙         | 1991年 |                                                |
| 7    | 26分10秒 | マーロン・ブランド       | ジュリアス・シーザー | 1953   |                                                |
| 8    | 27分26秒 | クリフトン・ウェッブ     | 愉快な家族           | 1948   |                                                |
| 9    | 28分07秒 | ポール・ムニ             | The Valiant          | 1929   | 1930年-1931年まで記録を保持していた。（2年間） |
| 10   | 28分22秒 | ハンフリー・ボガート     | ケイン号の叛乱       | 1954   |                                                |

### その他
- スペンサー・トレイシー(1937年・1938年)、トム・ハンクス(1993年・1994年)はこの部門で連覇した俳優である。
- 第5回にはウォーレス・ビアリーとフレドリック・マーチの票数が全く同じとなり、同部門初のタイ受賞となった。

1つの作品から同時に複数人が主演男優賞にノミネートされたのは
- 『戦艦バウンティ号の叛乱』(第8回)のクラーク・ゲーブルとチャールズ・ロートン、フランチョット・トーン
- 『我が道を往く』(第17回) のビング・クロスビーとバリー・フィッツジェラルド
- 『地上より永遠に』(第26回年)』のモンゴメリー・クリフトとバート・ランカスター
- 『ジャイアンツ』(第29回) のジェームズ・ディーンとロック・ハドソン
- 『手錠のまゝの脱獄』(第31回) のトニー・カーティスとシドニー・ポワチエ
- 『ニュールンベルグ裁判 』(第34回)のマクシミリアン・シェルとスペンサー・トレイシー
- 『ベケット』 (第37回) のリチャード・バートンとピーター・オトゥール
- 『真夜中のカーボーイ』(第42回)のダスティン・ホフマンとジョン・ヴォイト
- 『探偵スルース』(第45回) のマイケル・ケインとローレンス・オリヴィエ
- 『ネットワーク』(第49回) のピーター・フィンチとウィリアム・ホールデン
- 『ドレッサー』(第56回) のトム・コートネイとアルバート・フィニー
- 『アマデウス』(第57回) のF・マーリー・エイブラハムとトム・ハルスである。

このうち、ビング・クロスビー、マクシミリアン・シェル、ピーター・フィンチ、F・マーリー・エイブラハムが受賞を果たしている。